# Texalpan de Arriba
Texalpan de Arriba är en ort i Mexiko.   Den ligger i kommunen San Andrés Tuxtla och delstaten Veracruz, i den sydöstra delen av landet, 400 km öster om huvudstaden Mexico City. Texalpan de Arriba ligger 319 meter över havet och antalet invånare är 2 142.
Terrängen runt Texalpan de Arriba är kuperad åt nordost, men åt sydväst är den platt. Runt Texalpan de Arriba är det ganska tätbefolkat, med 83 invånare per kvadratkilometer. Närmaste större samhälle är San Andres Tuxtla, 3,9 km nordost om Texalpan de Arriba. Omgivningarna runt Texalpan de Arriba är en mosaik av jordbruksmark och naturlig växtlighet.